# 北アルプス山岳救助隊・紫門一鬼
『北アルプス山岳救助隊・紫門一鬼』（きたアルプスさんがくきゅうじょたい・しもんいっき）は、2001年から2009年までテレビ東京・BSジャパン共同制作で放送されたテレビドラマシリーズ。全11回。主演は髙嶋政宏。
放送枠は「女と愛とミステリー」（第1作 - 第6作）、「水曜ミステリー9（第1期）」（第7作 - 第11作）。
北アルプスとその周辺が舞台。登山者の安全指導や遭難救助に当たる山岳救助隊を率いる救助隊長・紫門一鬼が山を舞台に起こる様々な事件を解決していく。

## キャスト

### 北アルプス山岳救助隊
紫門一鬼
演 - 髙嶋政宏
隊長。元は新聞記者。
一色宏美
演 - 一色采子
隊員。恋人を山で亡くしている。実家は焼き鳥屋。
桜井数馬
演 - 若山騎一郎（第1作 - 第7作）
隊員。
石田鉄平
演 - 小林健
隊員。
丸山良太
演 - 友部康志（第1作・第2作）
隊員。
小島千晶
演 - 大田沙也加（第1作 - 第3作）
隊員。
佐藤大吾
演 - 伊吹康太郎（第5作 - 第8作）
隊員。
西田誠
演 - 志野隆夫（第7作）、湯浅真生（第8作 - 第10作）
隊員。
佐藤大介
演 - 志野隆夫（第9作）、高杉勇次（第10作・第11作）
隊員。
北川淳
演 - 野口優樹（第8作・第9作）、島崎義久（第11作）
隊員。

### 白馬警察署
渡部
演 - 山崎一（第1作・第2作）、渡辺寛二（第4作 - 第11作）
経歴：穂高北警察署（第1作・第2作）
→ 白馬北警察署（第4作 - 第7作）
→ 白馬警察署（第8作 - 第11作）
刑事。
松山
演 - 吉野容臣（第4作 - 第11作）
経歴：白馬北警察署（第4作 - 第7作）
→ 白馬警察署（第8作 - 第11作）
刑事。
津吹
演 - 真島公平（第8作 - 第10作）
刑事。
伏見二郎
演 - 片桐竜次
経歴：穂高北警察署（第1作 - 第3作）
→ 白馬北警察署（第4作 - 第7作）
→ 白馬警察署（第8作 - 第11作）
刑事。
小室康平
演 - 渡瀬恒彦
経歴：豊科警察署（第1作）
→ 穂高北警察署（第2作・第3作）
→ 白馬北警察署（第4作 - 第7作）
→ 白馬警察署（第8作 - 第11作）
主任。

### ゲスト
第1作「北アルプス穂高連峰殺人事件」（2001年）
- 片桐三也子（山岳救助隊のメンバー） - 南野陽子
- 八木（渓谷書房 代表） - 志賀圭二郎
- 久野（設計事務所所員） - 町田真一
- 早川（設計事務所所員） - 岸端宏樹
- 松山 - 仲田天使
- 奥村弓絵（オリエンテーリングの参加者・設計事務所事務員） - 松田のぞみ
- 三輪哲也（設計事務所所員） - 新藤栄作
- 藤崎浩介（藤崎賢一の弟） - 加勢大周
- 藤田みどり、石村昌子、木下ルミ子、井田伸一、後藤春菜、大久保吉郎、大木裕一郎、大石晴士郎、前田寛之、梶山妙子、加賀見剛、ヘーデル龍生、一の瀬のり

第2作「北アルプス白馬連峰殺人山行」（2001年）
- 溝口恵子（由吉の娘） - 細川直美
- 高村澄枝（恵子の叔母） - 左時枝
- 佐土原勉（由吉の山岳部の後輩） - 樋浦勉
- 三宅（由吉の医大時代の山岳部仲間） - 信実一徳
- 中尾（由吉の医大時代の山岳部仲間） - 杜澤泰文
- 町田昭夫（由吉の医大時代の山岳部仲間） - 秋山昌徳
- 野口緑（山岳救助隊のメンバー） - 谷口智
- 徳丸（東洋新聞 長野支局 編集長） - 石沢徹
- 溝口礼子（由吉の妻） - 細野谷恵子
- 町田（町田昭夫の母） - 松風はる美
- 高村伊佐夫（澄枝の夫・由吉の医大時代の山岳部仲間） - 高橋長英
- 溝口由吉（白岩岳ヒュッテの小屋主人・東都医科大学 山岳部出身） - 井川比佐志
- 沢木雄次、山﨑秀樹、大森彩乃、賀川照子、大家由祐子、正木美也子、成瀬正孝、渡部大輔、山本隆博、田中允貴

第3作「北アルプス雪山殺人迷路」（2002年）
- 真中あゆみ（好日山岳会所属） - 大河内奈々子
- 吉村荘平（好日山岳会所属） - 宍戸開
- 辻井貴史（好日山岳会所属） - 伊達直斗
- 西野洋子（好日山岳会所属） - 土屋貴子
- 三上初子（俊明の母） - 野口ふみえ
- 長沼慶一郎（元好日山岳会所属・会社社長・4年前 雪崩で死亡） - 浅沼晋平
- 及川啓介（好日山岳会リーダー） - 宮内洋
- 野上繁男（好日山岳会所属） - 赤塚真人
- 稲岡誠一 - 横堀悦夫
- 三上俊明（元好日山岳会所属・4年前 雪崩で死亡） - 森永竜矢
- 河津康雄（山岳写真家） - 土師孝也
- 宏美の父 - 下川辰平
- 手塚学、鈴木輝美、偉藤康次、沢木雄次、上原淳、宮本誠、湯浅真生、遠藤好、渡部大輔、山本隆博

第4作「北アルプス殺人ケルン」（2002年）
- 水野真左子（灯影舎出版 編集者・野沢順一郎の妻） - いとうまい子
- 佐藤大作（山岳救助隊のメンバー） - ひかる一平
- 百瀬（鑑識） - 望月太郎
- 山下（登山道具屋） - 菊池隆則
- 大八木（八ヶ岳山岳救助隊） - 三田村賢二
- 利根 - 住吉正博
- 尾浜史朗（小説家） - 松山政路
- 青柳克也 - 野口優樹
- 検死官 - 才木清英
- 西巻浩也（山岳ガイド・野沢順一郎の山岳会の仲間で無二の親友） - 金田賢一
- 永幡洋（鍋島刑事）、上原由恵、深谷みさお、梶山妙子、賀川照子、田中規子、才木清英、八木橋修、赤坂広人、渡会良、宮澤美保、三上大和、坂口理香、泉美リサ

第5作「殺人山行 不帰ノ嶮」（2003年）
- 樋口美和子（直重の長女・青山のアパレルメーカー店員） - 中江有里
- 吉野達郎（美和子の婚約者・画廊「バルビゾン」経営者・吉野総一郎と愛人の息子） - 宮川一朗太
- 上条敬子（東日不動産 社長秘書・知美の同期） - 若林志穂
- 須藤知美（直重の元直属の部下・5年前に寿退社したが2年前に離婚） - 岩本千春
- 樋口直哉（美和子の伯父・東日不動産 専務） - 小沢象
- 樋口朝子（美和子の伯母・直哉の妻） - 藤田みどり
- 坂上篤人（東日不動産 秘書） - 堀正彦
- 吉野啓介（達郎の腹違いの兄・東日不動産 前社長・1年前の6月7日 遭難死） - 砂川直人
- 冬芝秀紀（東日不動産 社長） - 荒木しげる
- 樋口直重（東日不動産 専務） - 佐々木勝彦
- 白鳥天狗平山荘 従業員 - 酒井麻吏
- 浅野麻衣子、偉藤康次、宮本誠、梶山妙子、賀川照子、湯浅真生、加藤和樹、山田和男、原昇、池谷尚史、衛藤愛、寺尾浩明、土肥庸宏、沖田富之

第6作「白馬乗鞍岳の殺意」（2004年）
- 川野奈美（料理教室の先生・紫門一鬼の山であった知り合い） - 坂口良子
- 沢崎静枝（奈美の料理教室の生徒・本名「宮森恵子」） - 大島蓉子
- 北山照子（奈美の料理教室の生徒） - 山口いづみ
- 寺脇千代（奈美の料理教室の生徒） - 高瀬春奈
- 藤木沙織（フラワーデザイナー・奈美の大学の山岳部の知り合い） - 栗田よう子
- 早瀬浅子（奈美の料理教室の生徒） - 小柳友貴美
- 西田陽子（奈美の料理教室の生徒） - 鳥居しのぶ
- 藤木正則（藤木沙織の夫） - 井上高志
- 宮森美雪 - 藤津摩衣
- 刈谷ノブ - 宮内順子
- 宮本誠、井上実直、中島裕也、松田章、松実里把、青木和代、早川亜希、門田一男、住吉玲奈、偉藤康次、千田孝康

第7作「白馬大雪渓・殺意の罠」（2005年）
- 峰原弥生（華道家） - 野村真美
- 秋葉美由紀（山小屋手伝い） - 山下容莉枝
- 大杉尚（山小屋主人） - 高橋元太郎
- 高畑明久（江湖出版 編集長） - 潮哲也
- 篠田由香（山岳カメラマン） - 遊井亮子
- 村越保（小説家・ガイド） - 深水三章
- 高畑史子（高畑の妻） - 矢代朝子
- 藤野幸平（山岳カメラマン） - 来須修二
- 藤野喜代（幸平の母） - 島かおり
- 丹古母鬼馬二、木村有里、笠井一彦、久保幸一、角田マキ、近藤英輝、宮本誠、安藤大祐、偉藤康次、千田孝康

第8作「白馬八方尾根 雪どけの叫び」（2006年）
- 宮城遼子（耕司の妻） - 深浦加奈子
- 宮城耕司（貿易会社「ハート貿易」経営者） - 川野太郎
- 白瀬泰男（貿易会社社員） - 天宮良
- 須藤勝（山岳救助隊の新人） - 菊池健一郎
- さとん子女将 - 山田スミ子
- 山岸幸太郎（観光協会事務長） - 不破万作
- 山岸幸次郎（山岳ツアーガイド） - 矢島星児
- 鑑識 - 千田孝康
- 山小屋の主人 - 梓林太郎
- 社員 - 宮田慎一郎
- 佐野誠（美智子の息子） - 宇都秀星
- 婦警 - 坂上悠子
- 佐野美智子 - 芳本美代子
- 麻倉成人、斉藤修、並木幹雄、井上有香、斉藤文、西山健太朗、偉藤康次

第9作「白馬山岳ツアー天空の密室殺人」（2007年）
- 仁科塔子（山岳ガイド・元新聞記者） - 七瀬なつみ
- 山崎春代（山岳ツアーの客・名古屋の主婦） - 東てる美
- 安藤眞人（山岳ツアーの客・会社員・元東京都庁職員） - 中野英雄
- 原田修一（山岳ツアーの客・インテリア会社社長・本名「多田幸二」） - 佐戸井けん太
- 原田美沙子（山岳ツアーの客・修一の妻・本名「市倉早苗」） - 大沢逸美
- 本木芳夫（山岳ツアーの客・東京英語高等学校 教師） - 石橋保
- 三崎沙耶（山岳ツアーの客・派遣社員） - 渋谷琴乃
- 橘ゆかり（錦糸町のクラブ「アン」ホステス） - 蒼井そら
- 辰見（警視庁本所東警察署 刑事課 警部補） - 井田国彦
- 仁科徹（塔子の息子） - ささの友間
- マエカワヨウコ（須賀の同居人） - 柚月あかり
- 田口アヤ（冒頭の遭難者） - 義達祐未
- 雷鳥ヒュッテ 主人 - 梓林太郎
- 仁科和代（塔子の母） - 正司花江
- 須賀学（取り立て屋） - 永澤俊矢
- 南つかさ

第10作「白馬・唐松岳殺人ルート」（2008年）
- 遠藤加奈子（洋介の母） - 大谷直子
- 遠藤洋介（元山岳救助隊 隊員） - 松田洋治
- 高木敦子（臨時救助隊員） - 今村恵子
- 牧村静子（1年前の遭難者） - 大谷允保
- 安田幸一（大手予備校職員・早苗の婚約者） - マイク・ハン
- 山村早苗 - 別府あゆみ
- 安達友紀（白馬西高等学校 教師・臨時救助隊員） - 江原里美
- ホテル厨房 - 上杉二美、木村小百合
- 岡野誠二（信濃日報 デスク） - 中島久之
- 唐松岳頂上山荘の主人 - 沼田爆
- 相羽義夫（ロッジ経営者・臨時救助隊員） - 田中健
- 秋咲ほのか、湯浅真生、金森純一、杉山健一、山岡大也

第11作「谷川岳〜白馬岳〜常念岳 謎の殺人メッセージ」（2009年）
- 蓮田奈緒子（中信中央病院 理事長・産婦人科部長） - 秋本奈緒美
- 田所遼平（群馬県警谷川岳警備隊 隊長・紫門一鬼の先輩・元新聞記者） - 渡辺裕之
- 坂本晴美（中信中央病院 看護師 → 安曇野北沢病院 看護師） - 越智静香
- 元山勝己（強力ヤマちゃん・元リンゴ園経営） - 中村圭太
- 宿の主人 - 江藤漢斉
- 藤波達郎（中信中央病院 院長・奈緒子の別居中の夫） - 薬師寺順
- 大槻隆夫（東京四葉銀行本店 行員） - 佐藤旭
- 南条美由紀（投資ファンド社員） - 加藤まどか
- 橋本（東京四葉銀行松本支店 支店長） - 牧村泉三郎
- 中信中央病院 事務員 - ひがし由貴
- 元山のおじ（リンゴ園の農夫） - 嶋崎伸夫
- 蓮田正三（奈緒子の父・3年前 癌で死亡） - 西沢利明
- 西山健太郎、秋咲ほのほ、赤羽史子、山本真也、山本桂子、西山隆之、金田光弘

## スタッフ
- 原作 - 梓林太郎
- 脚本 - 峯尾基三、瀧川晃代、渡辺善則、吉川次郎
- 監督 - 北畑泰啓、中村金太
- 山岳コーディネート - 降籏義道
- ロケ協力 - 安曇村、白馬村、白馬村振興公社、八方振興会、白馬観光開発、八方尾根開発、八方尾根観光協会、白馬商工会
- 技術協力 - フォーチュン
- 美術協力 - KHKアート
- プロデュース - 杉村治司
- 制作 - テレビ東京、BSジャパン、テレパック

## 放送日程
| 話数 | 放送日         | サブタイトル                              | 原作                  | 脚本     | 監督     | 視聴率 |
| ---- | -------------- | ----------------------------------------- | --------------------- | -------- | -------- | ------ |
| 1    | 2001年03月07日 | 北アルプス穂高連峰殺人事件                | 『安曇野殺人旅愁』    | 峯尾基三 | 北畑泰啓 | 11.9%  |
| 2    | 8月29日        | 北アルプス白馬連峰殺人山行                | 『遭難遺体の告発』    | 峯尾基三 | 北畑泰啓 | 14.0%  |
| 3    | 2002年02月06日 | 北アルプス雪山殺人迷路                    | 『無明山脈』          | 峯尾基三 | 北畑泰啓 | 12.5%  |
| 4    | 11月06日       | 北アルプス殺人ケルン                      | 『穂高殺人ケルン』    | 峯尾基三 | 中村金太 | 12.4%  |
| 5    | 2003年08月27日 | 殺人山行 不帰ノ嶮                         | 『殺人山行 不帰ノ嶮』 | 峯尾基三 | 中村金太 | 08.8%  |
| 6    | 2004年11月24日 | 白馬乗鞍岳の殺意                          | 『殺人山行 燕岳』     | 瀧川晃代 | 中村金太 | 10.1%  |
| 7    | 2005年09月07日 | 白馬大雪渓・殺意の罠                      |                       | 渡辺善則 | 中村金太 | 13.1%  |
| 8    | 2006年11月01日 | 白馬八方尾根 雪どけの叫び                 | 『殺人山行 劒岳』     | 吉川次郎 | 中村金太 | 08.6%  |
| 9    | 2007年07月18日 | 白馬山岳ツアー天空の密室殺人              |                       | 吉川次郎 | 中村金太 | 12.1%  |
| 10   | 2008年03月12日 | 白馬・唐松岳殺人ルート                    |                       | 吉川次郎 | 中村金太 | 08.4%  |
| 11   | 2009年01月14日 | 谷川岳〜白馬岳〜常念岳 謎の殺人メッセージ |                       | 吉川次郎 | 中村金太 | 08.0%  |

- 視聴率はビデオリサーチ調べ、関東地区・世帯